# Oettersdorf

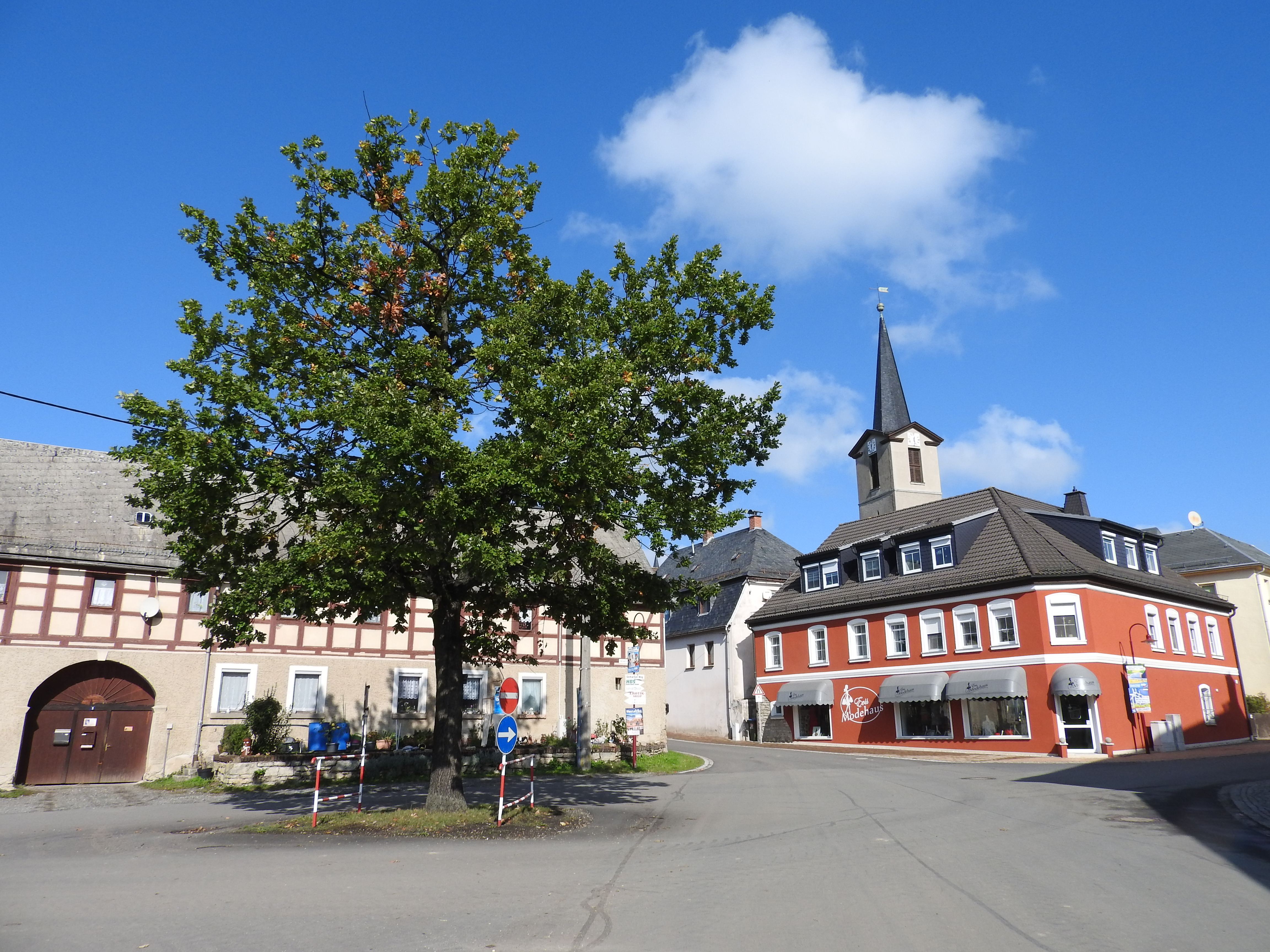
Im Ort

Oettersdorf ist eine Gemeinde im thüringischen Saale-Orla-Kreis. Sie ist Sitz der Verwaltungsgemeinschaft Seenplatte.

## Geografie
Die Flächen der Gemarkung Oettersdorf grenzen jetzt an den nordwestlichen Stadtrand von Schleiz. Sie liegen an einem leichten Hang und auf einem erhöhten Plateau des Südostthüringer Schiefergebirges. Diese Böden besitzen einen hohen Feinerdeanteil und einen hohen Humusgehalt. Unter den Klimabedingungen sind sie eine gute Voraussetzung für hohe Erträge.

### Nachbargemeinden
Angrenzende Gemeinden sind (im Uhrzeigersinn) Löhma, die Stadt Schleiz, Görkwitz und Pörmitz.

## Geschichte
Die Erwähnung des Ortsnamens Otthensdorph in einer Urkunde vom 24. Juni 1302 nahm die Gemeinde zum Anlass der 700-Jahr-Feier im Jahre 2002, allerdings ist fraglich, ob es sich bei dem erwähnten Dorf tatsächlich um das heutige Oettersdorf handelte. Neuere Sichtungen ergaben den ersten urkundlichen Nachweis für den 24. September 1291.
Im Jahre 1525, im Dreißigjährigen Krieg (1618–1648) und im Jahre 1806 gab es große kriegsbedingte Zerstörungen des Ortes. Im Jahre 1882 wurden 708 Einwohner gezählt. Am 2. Juli 1945 wurde Oettersdorf von den sowjetischen Truppen besetzt, einige Bürger wurden deportiert. Die Vertriebenen erhöhten in den Jahren 1945 bis 1946 die Einwohnerzahl von ca. 750 auf über 1.000.
1923 bewirtschaftete der Pächter Paul Dönitz die Domäne mit 171 ha Betriebsfläche vom Reuß jüngerer Linie. Sie wurde im Rahmen der Bodenreform in der Sowjetischen Besatzungszone ab 1945 enteignet. Landarme Bauern und Umsiedler erhielten den Grund und Boden und das Inventar. Später wurde eine Maschinen und Traktoren Station eingerichtet.

### Einwohnerentwicklung
Entwicklung der Einwohnerzahl (jeweils 31. Dezember):
| - 1994: 908 - 1995: 889 - 1996: 907 - 1997: 936 - 1998: 940 - 1999: 936 | - 2000: 934 - 2001: 919 - 2002: 915 - 2003: 896 - 2004: 903 - 2005: 876 | - 2006: 868 - 2007: 866 - 2008: 869 - 2009: 865 - 2010: 850 - 2011: 840 | - 2012: 819 - 2013: 831 - 2014: 828 - 2015: 856 - 2016: 872 - 2017: 861 | - 2018: 862 - 2019: 843 - 2020: 849 - 2021: 820 - 2022: 806 |

 Datenquelle: Thüringer Landesamt für Statistik

## Wirtschaft und Infrastruktur
Größter Arbeitgeber ist die HBS Elektrobau GmbH mit ca. 500 Mitarbeitern. Weitere Unternehmen haben sich sowohl direkt im Ortskern als auch im Gewerbegebiet nördlich des Dorfs angesiedelt.
Infolge der Umgestaltung der Landwirtschaft fanden die Bauern nach der Wende neue Wege. Drei Wiedereinrichter und die Landwirtschaftliche AG bewirtschaften den Boden. In der Landwirtschaftlichen AG werden etwa 1300 Milchkühe gehalten, die zusammen eine Leistung von 12 Mio. Liter Milch pro Jahr erreichen. Des Weiteren betreibt die AG eine Biogasanlage mit einer Leistung von 570 kWh Strom. Das Biogas wird aus der Rindergülle der Milchviehanlage sowie Mist und etwas Maisabraum gewonnen.
Die landwirtschaftlich geprägte Gemeinde liegt nahe der Bundesautobahn 9.

## Sehenswürdigkeiten und Kultur

### Kirchen
- Laurentiuskirche
- Martinskirche

### Regelmäßige Veranstaltungen
- Seit 1992 findet jährlich im Juli das Oettersdorfer Open Air Festival statt.

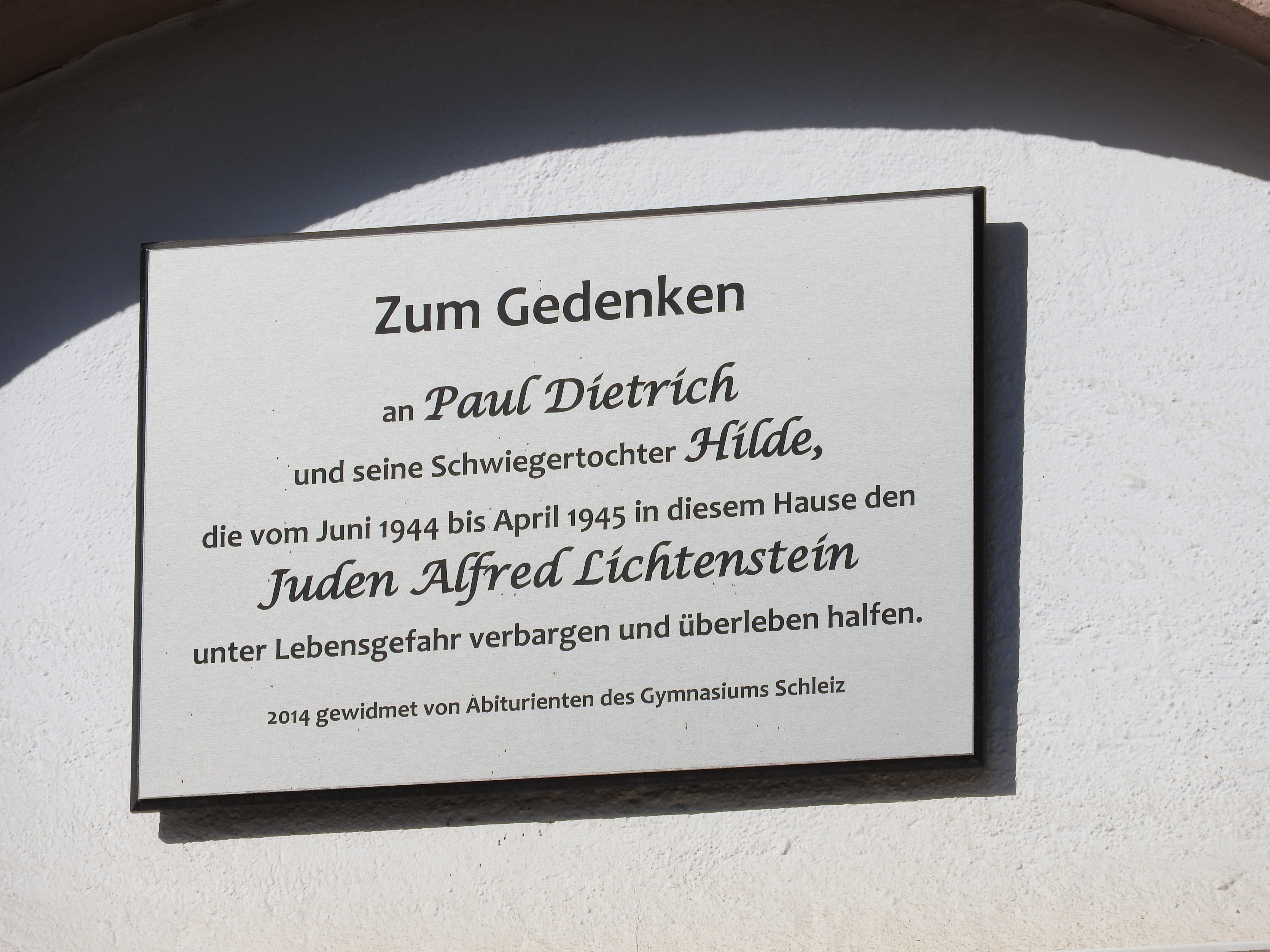
Erinnerungstafel an Paul Dietrich und Alfred Lichtenstein

## Besonderes
Der Sattlermeister Paul Dietrich beherbergte von Mai 1944 bis Mai 1945 seinen Kriegskameraden, den jüdischen Schneidermeister Alfred Lichtenstein aus Apolda, als dieser sich zur Deportation in ein Vernichtungslager einfinden sollte. Unter Lebensgefahr versteckte er ihn. 2001 wurde er dafür von der Jerusalemer Gedenkstätte Yad Vashem posthum mit dem Titel Gerechter unter den Völkern ausgezeichnet.

## Persönlichkeiten
- Erdmann Ehrhardt (1811–1884), deutscher Gutsbesitzer und Politiker, ab 1848 Bürgermeister in Oettersdorf
- Oskar Döpel (1859–1947), deutscher Gutsbesitzer und Politiker, Bürgermeister in Oettersdorf